# Trihörningen
Trihörningen är en sjö i Norrtälje kommun i Uppland och ingår i Skeboån-Broströmmens kustområde. Sjön har en area på 0,0545 kvadratkilometer och ligger 26,6 meter över havet.

## Delavrinningsområde
Trihörningen ingår i det delavrinningsområde (665356-166106) som SMHI kallar för Utloppet av Ältsjön. Medelhöjden är 30 meter över havet och ytan är 4,51 kvadratkilometer. Det finns inga avrinningsområden uppströms utan avrinningsområdet är högsta punkten. Vattendraget som avvattnar avrinningsområdet har biflödesordning 2, vilket innebär att vattnet flödar genom totalt 2 vattendrag innan det når havet efter 8 kilometer. Avrinningsområdet består mestadels av skog (85 procent). Avrinningsområdet har 0,34 kvadratkilometer vattenytor vilket ger det en sjöprocent på 7,5 procent.